# Oskar Ballhaus

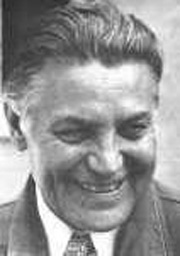
Oskar Ballhaus

Oskar Ballhaus (* 24. Januar 1908 in Mülheim an der Ruhr; † 6. Oktober 1972 in München) war ein deutscher Schauspieler, Theaterregisseur, Gründer und Theaterleiter seines Fränkischen Theaters.

## Leben
Ballhaus war in erster Ehe mit seiner Kollegin Lena Hutter (1911–2003) verheiratet. Aus dieser Ehe stammen der Hollywood-Kameramann Michael Ballhaus (1935–2017) und die Familientherapeutin Nele Maar (* 1938), geborene Ballhaus. Das Ehepaar ließ sich Anfang der 1950er Jahre scheiden. In zweiter Ehe heiratete Ballhaus die Schauspielerin Anneliese Wertsch (1922–2008). Aus dieser Ehe stammt die Kinderbuch-Illustratorin Verena Ballhaus. Oskars Bruder war der Theater- und Filmschauspieler Carl Ballhaus, der später Theaterintendant in Eisenach wurde und in der DDR blieb.
Ballhaus machte seine Schauspielausbildung an der Folkwang-Schule in Essen. Vor dem Zweiten Weltkrieg arbeitete er wie seine Frau Lena in Berlin als Theaterschauspieler und auch sehr viel für den Hörfunk.
Das Schauspieler-Ehepaar Ballhaus/Hutter stand den Kommunisten nahe. Die Berliner Wohnung der Familie war ein Treffpunkt für Künstler und Intellektuelle, die in Opposition zu den Nazis standen. Zeitweise war in der Wohnung auch ein jüdischer Freund der Eltern versteckt.
Im Jahr 1943 wurden Ehefrau und Kinder zu einer Verwandten ins oberfränkische Coburg ausquartiert, wo die Familie auch noch nach dem Krieg einige Jahre wohnen blieb. Dort versammelte das Ehepaar etliche Künstler um sich, überwiegend Schauspieler, und gründete den „Coburger Kulturkreis“ für Lesungen, Rezitationen und musikalische Darbietungen. So holten sie u. a. Georg Solti zu einem seiner ersten Konzerte im Nachkriegsdeutschland nach Coburg. Da Ballhaus und Hutter politisch unbelastet waren, hatten sie von den amerikanischen Besatzern eine Auftrittserlaubnis erhalten.
Am 17. April 1946 gründete das Ehepaar das „Fränkische Theater“, das 1948 ins Schloss Wetzhausen, 1954 nach Schloss Stöckach und schließlich 1960 ins Schloss Maßbach umzog, wo es noch heute erfolgreich arbeitet. Ballhaus wollte ein Theater betreiben, das aus dem Geist der Gemeinschaft lebt. Trotz der Scheidung von seiner ersten Ehefrau Lena Hutter, die später ihren Kollegen Herbert Heinz heiratete, leiteten beide ihr Theater gemeinsam weiter. Das „Fränkische Theater“ blieb bis zu seinem Tod Ballhaus’ Lebensinhalt und wurde der Mittelpunkt einer ganzen Künstlerdynastie.
Zu dieser Dynastie gehört u. a. Sohn Michael Ballhaus, dessen Laufbahn als Theaterfotograf am „Fränkischen Theater“ begann. Sein Schwiegersohn Paul Maar (* 1937), Kinderbuch- und Theaterautor sowie Sams-Erfinder, machte am „Fränkischen Theater“ Erfahrungen als Bühnenbildner, Grafiker und Fotograf. Dessen Tochter Anne Maar, selbst Kinderbuchautorin und Regisseurin, leitet seit einigen Jahren das „Fränkische Theater Schloss Maßbach“ in der Tradition ihres Großvaters Oskar Ballhaus.

## Filme (Auswahl)
- 1941: Sechs Tage Heimaturlaub